# Erosión en el suelo

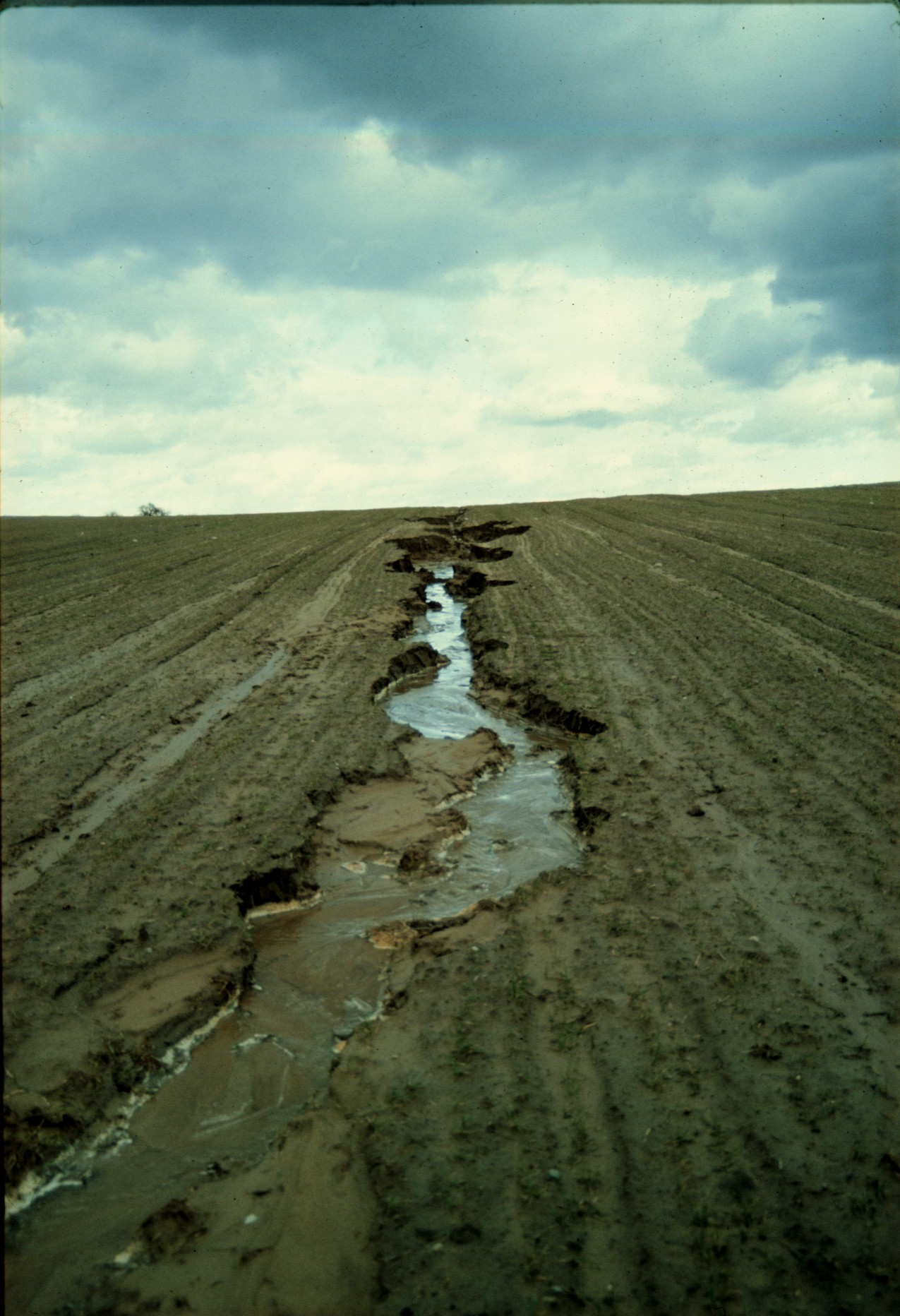
Un riachuelo erosionando activamente en un campo de cultivo intensivo en el este de Alemania

La erosión del suelo es el desplazamiento de la capa superior de este, una forma de degradación del suelo. Un bajo nivel de erosión del suelo es un proceso natural en toda la tierra, pero las prácticas y el mal uso de máquinas agrícolas pueden intensificar el proceso de erosión.
Los principales agentes de la erosión del suelo son el agua y el viento. Combinados, la erosión hídrica y eólica son responsables de aproximadamente el 84% de la extensión global de tierras degradada, lo que hace que la erosión excesiva sea uno de los problemas ambientales más importantes en todo el mundo.
La erosión del suelo puede ser un proceso lento que continúa relativamente desapercibido, o puede ocurrir a un ritmo alarmante, causando una grave pérdida de la capa superior del suelo. La pérdida de suelo de las tierras de cultivo se puede ver reflejada en la reducción del potencial de producción de cultivos, la menor calidad del agua superficial y las redes de drenaje dañadas. La agricultura intensiva, la deforestación, las carreteras, el cambio climático antropogénico y la expansión urbana se encuentran entre las actividades humanas más importantes en cuanto a su efecto sobre la estimulación de la erosión. Sin embargo, existen muchas prácticas que pueden prevenir, reducir o limitar la erosión de los suelos vulnerables.
El IPCC estima con cierto nivel de confianza que la pérdida del suelo en los campos agrícolas es de 10 a 20 veces mayor que el proceso de formación del suelo en los métodos que utilizan la siembra directa, y más de 100 veces en el caso de la siembra convencional o tradicional. El proceso de labranza de la tierra tiene un impacto directo sobre el proceso de erosión. La exportación de granos y ganado genera pérdidas de nutrientes en el suelo, que los agricultores tratan de resolver mediante la aplicación de fertilizantes, causando otros problemas.
La erosión excesiva (o acelerada) causa problemas tanto en la zona erosionada como fuera de ella. Los impactos en el sitio incluyen disminuciones en la productividad agrícola y (en los paisajes naturales) colapso ecológico, ambos debido a la pérdida de las capas superiores del suelo ricas en nutrientes. En algunos casos, el resultado final es la desertificación. Los efectos fuera del sitio incluyen la sedimentación de las vías fluviales y la eutrofización de las masas de agua, así como los daños relacionados con los sedimentos en las carreteras y las casas.

## Proceso físico

### Precipitación y escorrentía  superficial

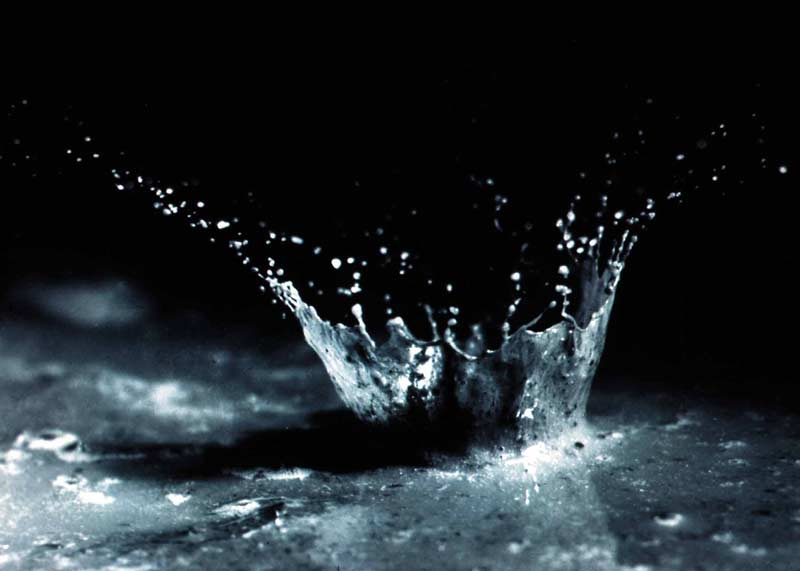
El suelo y el agua están salpicados por el impacto de una sola gota de lluvia.

Las precipitaciones y la escorrentía superficial que puede resultar de la lluvia producen cuatro tipos principales de erosión del suelo: erosión por salpicaduras, erosión de las láminas, erosión de arroyuelos y erosión de cárcavas. La erosión por salpicadura generalmente se considera como la primera y menos severa etapa en el proceso de erosión del suelo, que es seguida por la erosión de la lámina, luego la erosión del arroyuelo y finalmente la erosión de la cárcava (la más severa de las cuatro).
En la erosión por salpicadura, el impacto de una gota de lluvia que cae crea un pequeño cráter en el suelo, que expulsa las partículas del suelo. La distancia a la que viajan estas partículas del suelo puede ser de hasta 0.6 m (dos pies) verticalmente y 1.5 m (cinco pies) horizontalmente en terreno llano.
Si el suelo está saturado, o si la tasa de lluvia es mayor que la velocidad a la que el agua puede infiltrarse en el suelo, se produce escorrentía superficial. Si la escorrentía tiene suficiente energía de flujo, transportará partículas de tierra sueltas (sedimentos) por la pendiente. La erosión laminar es el transporte de partículas de suelo sueltas por el flujo superficial.    

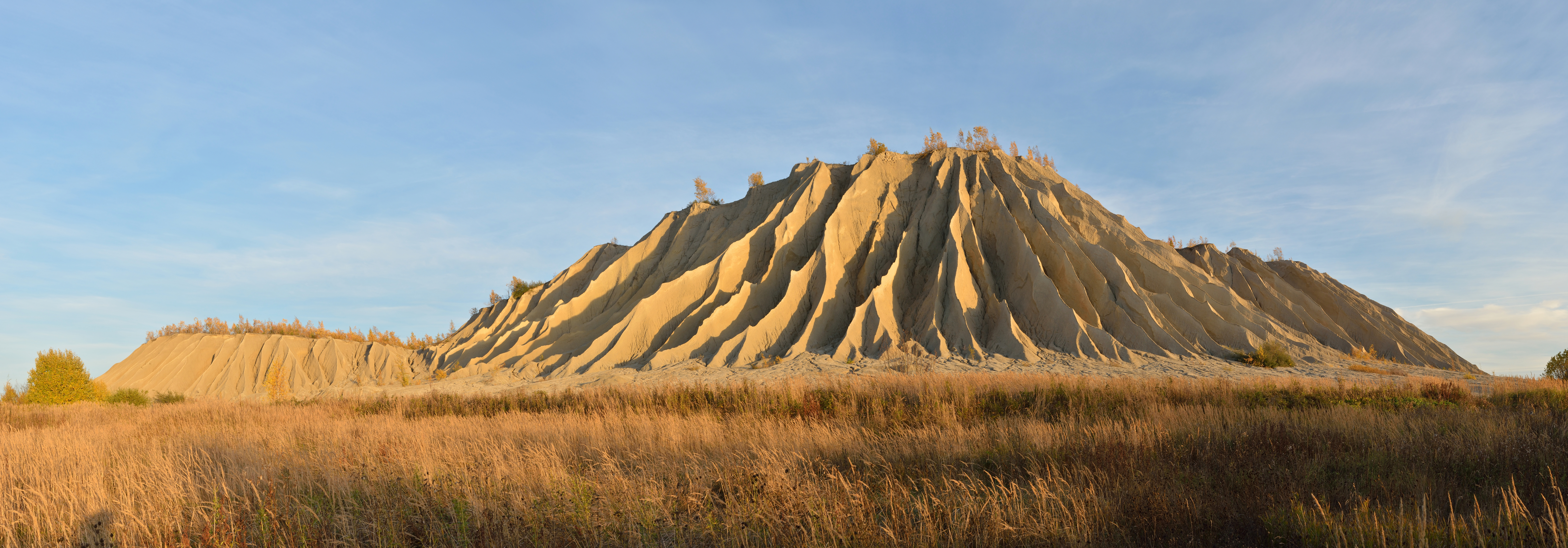
Un vertedero cubierto de arroyuelos y barrancos debido a los procesos de erosión causados por la lluvia: Rummu, Estonia

La erosión del arroyuelo se refiere al desarrollo de pequeños y efímeros flujos de flujo concentrados que funcionan como fuente de sedimentos y sistemas de entrega de sedimentos para la erosión en pendientes. En general, donde las tasas de erosión hídrica en las áreas elevadas perturbadas son mayores, los canales están activos. Las profundidades de flujo en los surcos son típicamente del orden de unos pocos centímetros (aproximadamente una pulgada) o menos y las pendientes a lo largo del canal pueden ser bastante empinadas. Esto significa que los riachuelos exhiben una física hidráulica muy diferente del agua que fluye a través de los canales más profundos y anchos de arroyos y ríos.
La erosión de las cárcavas ocurre cuando el agua de escorrentía se acumula y fluye rápidamente en canales angostos durante o inmediatamente después de fuertes lluvias o nieve derretida, eliminando el suelo a una profundidad considerable, escrito por Sebastian Darío Alcázar López

### Ríos y corrientes

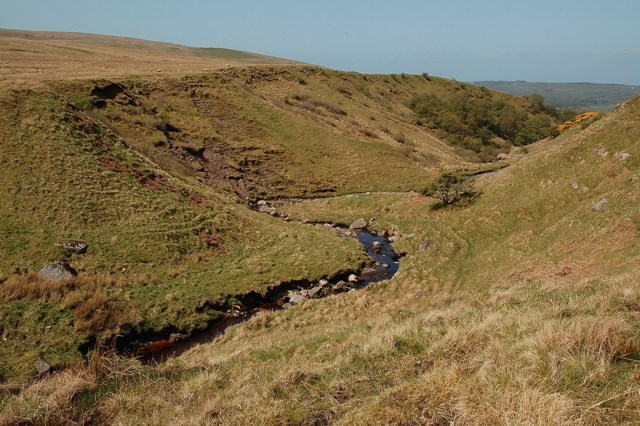
Dobbingstone Burn, Escocia: esta fotografía ilustra dos tipos diferentes de erosión que afectan al mismo lugar. La erosión del valle se produce debido al flujo de la corriente, rocas grandes y pequeñas (y gran parte del suelo) que se encuentran en los bordes son glaciales hasta que se dejó atrás a medida que los glaciares de la era glacial fluían sobre el terreno.

La erosión del valle o la corriente ocurre con un flujo continuo de agua a lo largo de una característica lineal. La erosión es tanto hacia abajo, profundizando el valle, y hacia la cabeza, extendiendo el valle hacia la ladera, creando cortes en la cabeza y pendientes pronunciadas. En la etapa más temprana de la erosión de la corriente, la actividad erosiva es predominantemente vertical, los valles tienen una sección transversal en V típica y el gradiente de la corriente es relativamente pronunciado. Cuando se alcanza un nivel base, la actividad erosiva cambia a erosión lateral, lo que amplía el fondo del valle y crea una llanura de inundación estrecha. El gradiente de la corriente se vuelve casi plano, y la deposición lateral de sedimentos se vuelve importante a medida que la secuencia serpentea a través del fondo del valle. En todas las etapas de la erosión de la corriente, la mayor parte de la erosión se produce en tiempos de inundación, cuando se dispone de más y más movimiento rápido de agua para transportar una mayor carga de sedimentos. En tales procesos, no es solo el agua la que erosiona: las partículas abrasivas suspendidas, los guijarros y los cantos rodados también pueden actuar de forma erosiva al atravesar una superficie, en un proceso conocido como tracción.
La erosión del banco es el desgaste de las orillas de un arroyo o río. Esto se distingue de los cambios en el lecho del curso de agua, que se conoce como socavación. La erosión y los cambios en la forma de las orillas de los ríos se pueden medir insertando barras de metal en el banco y marcando la posición de la superficie del banco a lo largo de las varillas en diferentes momentos.   
La erosión térmica es el resultado de la fusión y el debilitamiento del permafrost debido al movimiento del agua. Puede ocurrir tanto a lo largo de los ríos como en la costa. La rápida migración de los cauces de los ríos observada en el río Lena de Siberia se debe a la erosión térmica, ya que estas porciones de los bancos están compuestas por materiales no cohesivos cementados con permafrost. Gran parte de esta erosión ocurre cuando los bancos debilitados fracasan en grandes recesiones. La erosión térmica también afecta la costa del Ártico, donde la acción de las olas y las temperaturas cercanas a la costa se combinan para socavar los riscos del permafrost a lo largo de la costa y hacer que fallen. Las tasas anuales de erosión a lo largo de un segmento de 100 kilómetros (62 millas) de la costa del mar de Beaufort promediaron 5,6 metros (18 pies) por año desde 1955 hasta 2002.     

### Inundaciones
A flujos extremadamente altos, los kolks o vórtices están formados por grandes volúmenes de agua que se precipita rápidamente. Los Kolks causan una erosión local extrema, arrancando la roca madre y creando características geográficas tipo baches llamadas cuencas de roca cortada. Se pueden ver ejemplos en las regiones de inundación como resultado del lago glacial Missoula, que creó los scablands canalizados en la región de Columbia Basin en el este de Washington.

### Erosión eólica

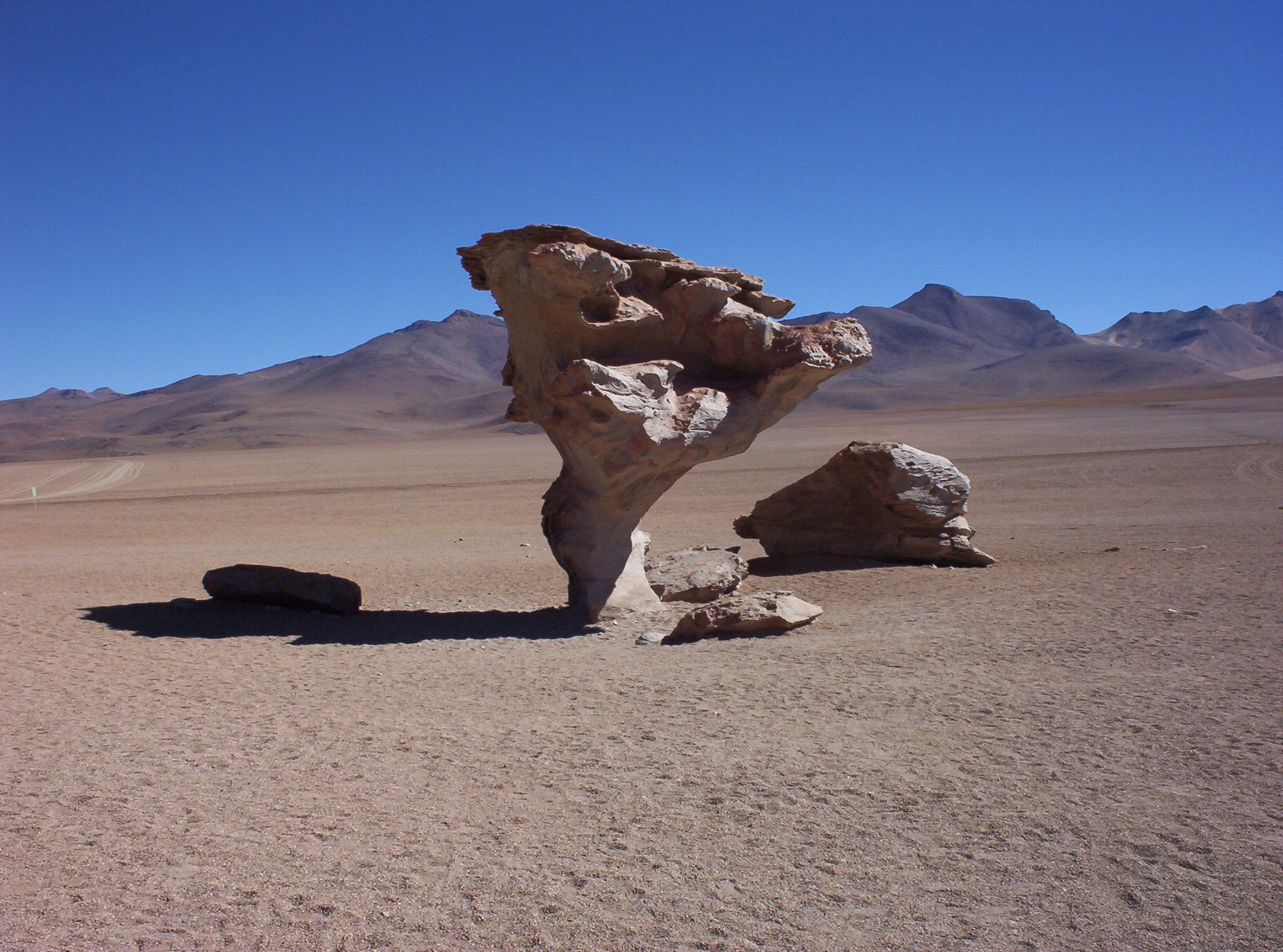
Árbol de Piedra, una formación rocosa en el Altiplano, Bolivia esculpida por la erosión eólica.

La erosión eólica es una gran fuerza geomorfológica, especialmente en las regiones áridas y semiáridas. También es una fuente importante de degradación de la tierra, evaporación, desertificación, polvo dañino en el aire y daños a los cultivos, especialmente después de que las actividades humanas, como la deforestación, la urbanización y la agricultura, la incrementaran muy por encima de las tasas naturales.   
La erosión eólica es de dos variedades principales: deflación, donde el viento levanta y se lleva partículas sueltas; y abrasión, donde las superficies se desgastan cuando son golpeadas por partículas transportadas por el viento. La deflación se divide en tres categorías: (1) fluencia superficial, donde las partículas más grandes y pesadas se deslizan o rodan por el suelo; (2) saltación, donde las partículas se levantan a una altura corta en el aire, y rebotan y saltan sobre la superficie del suelo; y (3) suspensión, donde partículas muy pequeñas y ligeras son levantadas en el aire por el viento, y con frecuencia son transportadas por largas distancias. La saltación es responsable de la mayoría (50-70%) de la erosión eólica, seguida de la suspensión (30-40%) y luego la fluencia superficial (5-25%). Los suelos limosos tienden a ser los más afectados por la erosión eólica; las partículas de limo se desprenden y se llevan con relativa facilidad.
La erosión eólica es mucho más severa en áreas áridas y en tiempos de sequía. Por ejemplo, en las Grandes Llanuras, se estima que la pérdida de suelo debido a la erosión eólica puede ser tanto como 6100 veces mayor en años de sequía que en años húmedos.

### Movimiento de masa

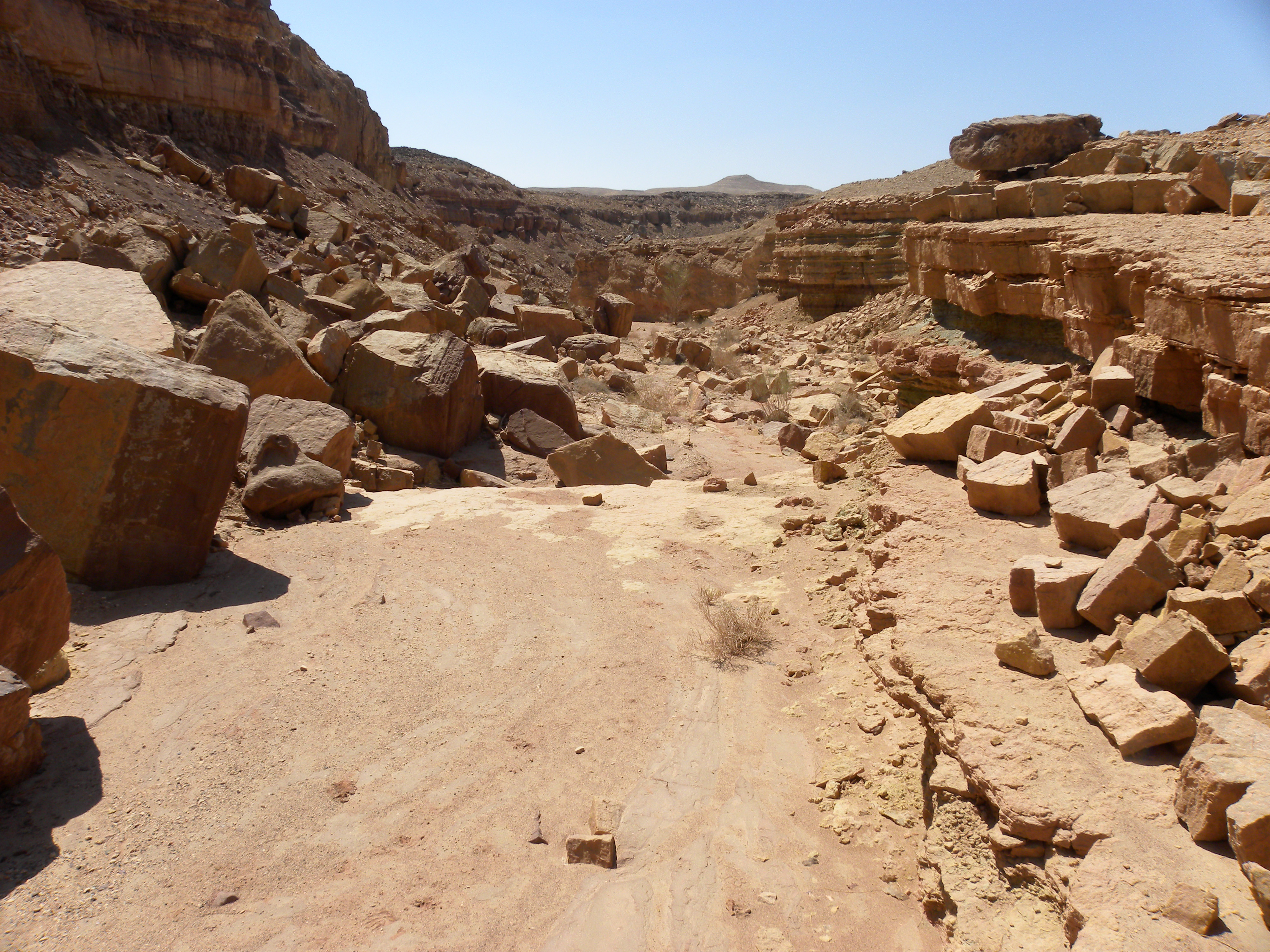
Wadi en Makhtesh Ramon, Israel, que muestra erosión y colapso por gravedad en sus orillas.

El movimiento de masa es el movimiento hacia abajo y hacia afuera de la roca y los sedimentos en una superficie inclinada, principalmente debido a la fuerza de la gravedad.     
El movimiento de masas es una parte importante del proceso de erosión y, a menudo, es la primera etapa en la descomposición y el transporte de materiales desgastados en áreas montañosas. Se mueve el material desde las elevaciones más altas a las elevaciones más bajas donde otros agentes erosionantes como las corrientes y los glaciares pueden recoger el material y moverlo a elevaciones aún más bajas. Los procesos de movimiento de masas siempre ocurren continuamente en todas las pendientes; algunos procesos de movimiento de masas actúan muy lentamente; otros ocurren muy repentinamente, a menudo con resultados desastrosos. Cualquier movimiento perceptible de pendiente abajo de roca o sedimento a menudo se denomina en términos generales deslizamiento de tierra. Sin embargo, los deslizamientos de tierra se pueden clasificar de una manera mucho más detallada que refleja los mecanismos responsables del movimiento y la velocidad a la que se produce el movimiento. Una de las manifestaciones topográficas visibles de una forma muy lenta de dicha actividad es una pendiente pedregosa.
La caída se produce en las laderas empinadas, que se produce a lo largo de distintas zonas de fractura, a menudo dentro de materiales como la arcilla que, una vez liberados, puede moverse con bastante rapidez cuesta abajo. A menudo mostrarán una depresión isostática en forma de cuchara, en la cual el material ha comenzado a deslizarse cuesta abajo. En algunos casos, la caída es causada por el agua debajo de la pendiente que la debilita. En muchos casos, es simplemente el resultado de una ingeniería deficiente a lo largo de las carreteras, donde es una ocurrencia regular.    
La fluencia superficial es el movimiento lento del suelo y los desechos de la roca por la gravedad, que generalmente no es perceptible, excepto a través de la observación prolongada. Sin embargo, el término también puede describir el balanceo de partículas de suelo desalojadas de 0.5 a 1.0 mm (0.02 a 0.04 in) de diámetro por el viento a lo largo de la superficie del suelo.

## Causas de mayor impacto que provocan la erosión del suelo

### Clima
La cantidad e intensidad de la precipitación es el principal factor climático que rige la erosión del suelo por el agua. La relación es particularmente fuerte si se producen fuertes lluvias en los momentos en que la superficie del suelo no está bien protegida por la vegetación. Esto podría ser durante los períodos en que las actividades agrícolas dejan el suelo desnudo, o en regiones semiáridas donde la vegetación es naturalmente escasa. La erosión eólica requiere vientos fuertes, particularmente durante épocas de sequía cuando la vegetación es escasa y el suelo está seco (por lo que es más erosionable). Otros factores climáticos, como la temperatura y el rango de temperatura promedio, también pueden afectar la erosión, a través de sus efectos sobre la vegetación y las propiedades del suelo. En general, dada la vegetación y los ecosistemas similares, se espera que las áreas con más precipitación (especialmente lluvias de alta intensidad), más viento o más tormentas tengan más erosión.
En algunas áreas del mundo (por ejemplo, el medio oeste de los EE. UU.), La intensidad de la lluvia es el principal determinante de la erosividad, con una mayor intensidad de las precipitaciones que generalmente da como resultado una mayor erosión del suelo por el agua. El tamaño y la velocidad de las gotas de lluvia también es un factor importante. Las gotas de lluvia grandes y de mayor velocidad tienen mayor energía cinética y, por lo tanto, su impacto desplazará las partículas del suelo a distancias mayores que las gotas de lluvia más pequeñas y de movimiento más lento.
En otras regiones del mundo (por ejemplo, Europa occidental), la escorrentía y la erosión son el resultado de intensidades relativamente bajas de precipitaciones estratiformes que caen sobre suelos previamente saturados. En tales situaciones, la cantidad de lluvia en lugar de la intensidad es el principal factor que determina la gravedad de la erosión del suelo por el agua.

### Estructura y composición del suelo

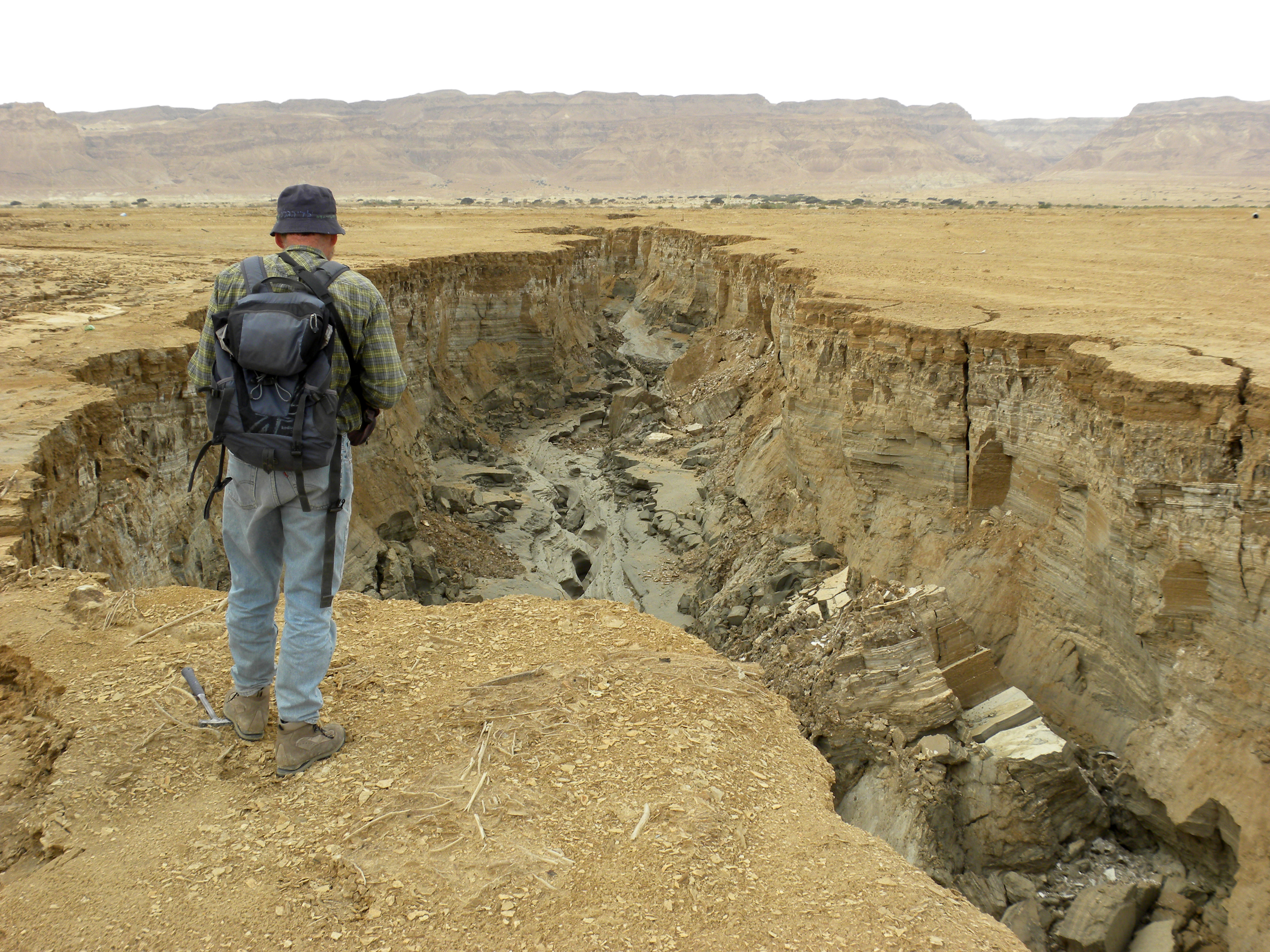
Barranco erosionado en sedimentos no consolidados del Mar Muerto (Israel) a lo largo de la costa suroccidental. Este barranco fue excavado por las inundaciones de las montañas de Judea en menos de un año.

La composición, la humedad y la compactación del suelo son factores importantes para determinar la erosión de la lluvia. Los sedimentos que contienen más arcilla tienden a ser más resistentes a la erosión que aquellos con arena o limo, porque la arcilla ayuda a unir las partículas del suelo. El suelo que contiene altos niveles de materiales orgánicos a menudo es más resistente a la erosión, porque los materiales orgánicos coagulan los coloides del suelo y crean una estructura del suelo más fuerte y estable. La cantidad de agua presente en el suelo antes de la precipitación también juega un papel importante, ya que establece límites en la cantidad de agua que puede ser absorbida por el suelo (y por lo tanto impide que fluya en la superficie como escorrentía erosiva). Los suelos húmedos y saturados no podrán absorber tanta agua de lluvia, lo que generará mayores niveles de escorrentía superficial y, por lo tanto, mayor erosividad para un volumen dado de lluvia. La compactación del suelo también afecta la permeabilidad del suelo al agua y, por lo tanto, la cantidad de agua que fluye como escorrentía. Los suelos más compactados tendrán una mayor cantidad de escorrentía superficial que los suelos menos compactados.

### Falta de cubierta vegetal
La vegetación actúa como una interfaz entre la atmósfera y el suelo. Aumenta la permeabilidad del suelo al agua de lluvia, disminuyendo la escorrentía. Protege al suelo de los vientos, lo que se traduce en una disminución de la erosión eólica, así como cambios ventajosos en el microclima. Las raíces de las plantas unen el suelo y se entrelazan con otras raíces, formando una masa más sólida que es menos susceptible tanto al agua como a la erosión eólica. La eliminación de la vegetación aumenta la tasa de erosión superficial.    

### Topografía
La topografía de la tierra determina la velocidad a la que fluirá la escorrentía superficial, que a su vez determina la erosión de la escorrentía. Las pendientes más largas y pronunciadas (especialmente las que no tienen una cubierta vegetal adecuada) son más susceptibles a las altas tasas de erosión durante las lluvias intensas que a las pendientes más cortas y menos empinadas. El terreno más inclinado también es más propenso a deslizamientos de lodo, deslizamientos de tierra y otras formas de procesos de erosión gravitacional.

## Actividades humanas que incrementan la erosión del suelo

### Prácticas agrícolas

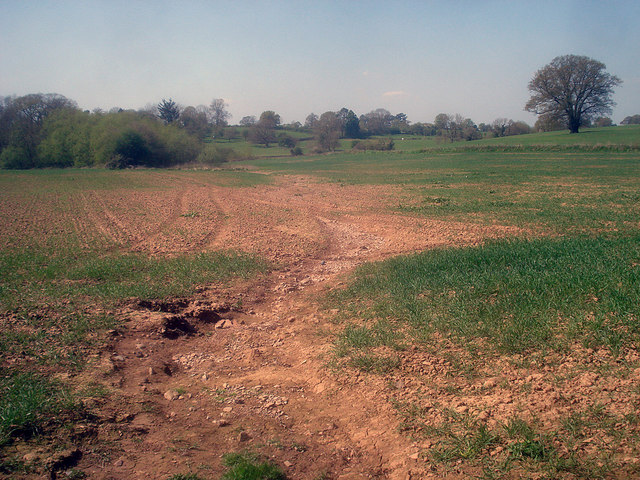
Las tierras cultivadas como esta son muy susceptibles a la erosión debido a la lluvia, debido a la destrucción de la cubierta vegetal y al aflojamiento del suelo durante el arado.

Las prácticas agrícolas insostenibles son el factor que más contribuye al aumento global de las tasas de erosión. La labranza de las tierras agrícolas, que divide el suelo en partículas más finas, es uno de los principales factores. El problema se ha agravado en los tiempos modernos, debido a los equipos agrícolas mecanizados que permiten el arado profundo, lo que aumenta severamente la cantidad de suelo disponible para el transporte por erosión hídrica. Otros incluyen el monocultivo, la agricultura en pendientes pronunciadas, el uso de pesticidas y fertilizantes químicos (que matan a los organismos que unen el suelo), cultivos en hileras y el uso de riego superficial. Una situación global compleja con respecto a la definición de las pérdidas de nutrientes de los suelos podría surgir como resultado de la naturaleza selectiva del tamaño de los eventos de erosión del suelo. La pérdida de fósforo total, por ejemplo, en la fracción erosionada más fina es mayor en relación con todo el suelo. Extrapolando esta evidencia para predecir el comportamiento posterior dentro de los sistemas acuáticos receptores, la razón es que este material transportado más fácilmente puede soportar una concentración más baja de P en comparación con las fracciones de tamaño más grueso. La labranza también aumenta las tasas de erosión eólica, deshidratando el suelo y descomponiéndolo en partículas más pequeñas que pueden ser recogidas por el viento. Esto se agrava por el hecho de que la mayoría de los árboles generalmente se eliminan de los campos agrícolas, lo que permite que los vientos tengan carreras largas y abiertas para viajar a mayor velocidad. El pastoreo intenso reduce la cubierta vegetal y causa una fuerte compactación del suelo, lo que aumenta las tasas de erosión.

### Deforestación

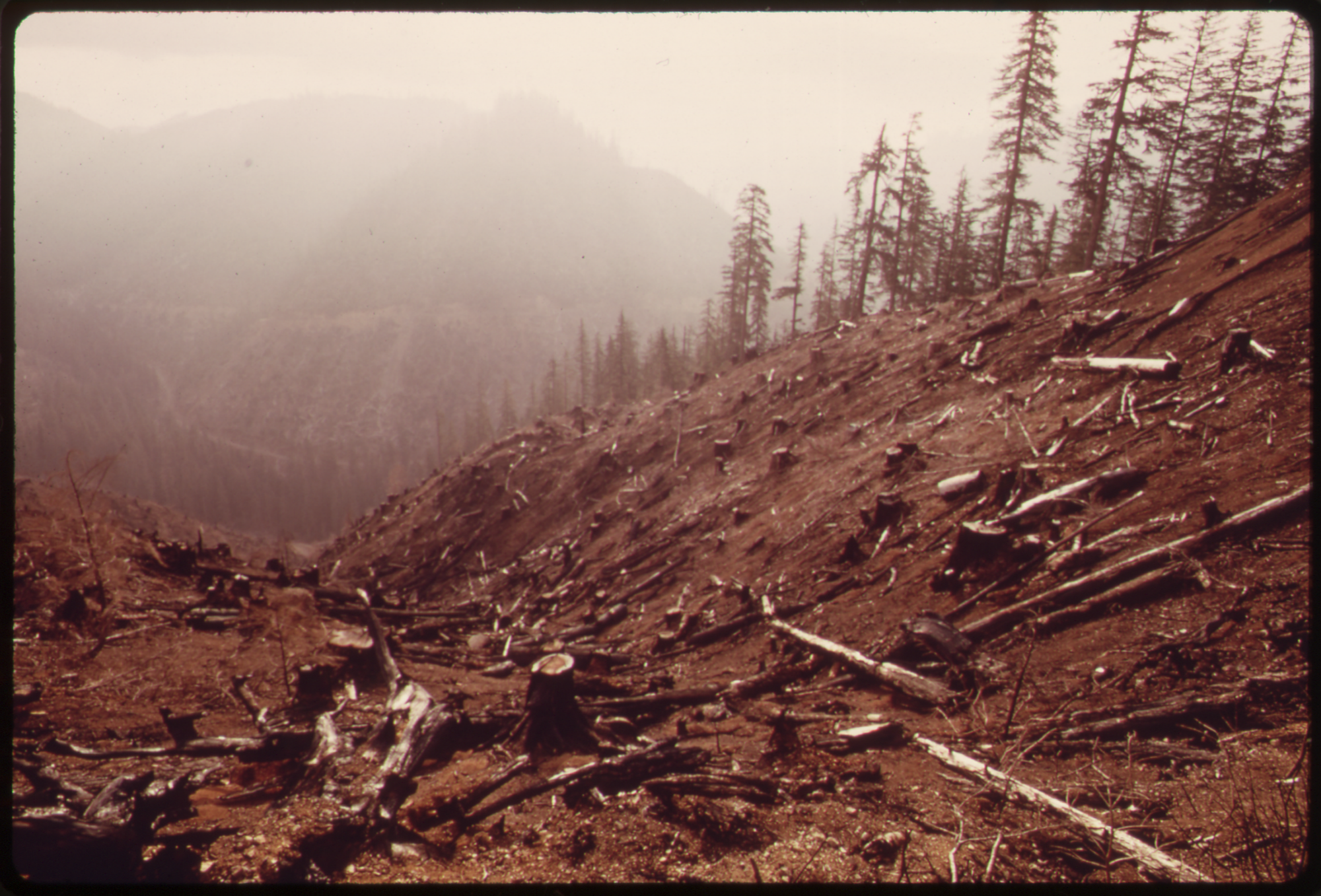
En este claro, casi toda la vegetación ha sido arrancada de la superficie de las laderas empinadas, en un área con lluvias muy fuertes. La erosión severa ocurre en casos como este, causando la sedimentación de la corriente y la pérdida de la capa superior del suelo rica en nutrientes.

En un bosque no perturbado, el suelo mineral está protegido por una capa de hojarasca y un humus que cubre el suelo del bosque. Estas dos capas forman una alfombra protectora sobre el suelo que absorbe el impacto de las gotas de lluvia. Son porosos y altamente permeables a las precipitaciones, y permiten que el agua de lluvia reduzca la filtración al suelo, en lugar de fluir por la superficie en forma de escorrentía. Las raíces de los árboles y las plantas mantienen juntas las partículas del suelo, evitando que sean arrastradas por el agua. La cubierta vegetal actúa para reducir la velocidad de las gotas de lluvia que golpean el follaje y los tallos antes de tocar el suelo, reduciendo su energía cinética. Sin embargo, es el suelo del bosque, más que el dosel, lo que evita la erosión de la superficie. La velocidad final de las gotas de lluvia se alcanza en aproximadamente 8 metros (26 pies). Debido a que las copas de los árboles son generalmente más altas que estas, las gotas de lluvia a menudo pueden recuperar la velocidad terminal incluso después de golpear el dosel. Sin embargo, el suelo intacto del bosque, con sus capas de hojarasca y materia orgánica, aún puede absorber el impacto de la lluvia.
La deforestación causa un aumento de las tasas de erosión debido a la exposición del suelo mineral al eliminar las capas de humus y hojarasca de la superficie del suelo, eliminando la cubierta vegetal que une el suelo y causando la compactación del suelo del equipo de tala. Una vez que los árboles han sido removidos por fuego o tala, las tasas de infiltración se vuelven altas y la erosión baja en la medida en que el suelo del bosque permanezca intacto. Los incendios severos pueden conducir a una mayor erosión adicional si se acompaña de fuertes lluvias.
A nivel mundial, uno de los mayores contribuyentes a la pérdida por suelos erosivos en el año 2006 es el tratamiento de tala y quema de los bosques tropicales. En varias regiones de la tierra, sectores enteros de un país se han vuelto improductivos. Por ejemplo, en la meseta central alta de Madagascar, que comprende aproximadamente el diez por ciento de la superficie terrestre de ese país, prácticamente todo el paisaje es estéril de vegetación, con surcos erosionantes que suelen superar los 50 metros (160 pies) de profundidad y 1 kilómetro ) amplio. La agricultura migratoria es un sistema agrícola que a veces incorpora el método de tala y quema en algunas regiones del mundo. Esto degrada el suelo y hace que el suelo se vuelva cada vez menos fértil.

### Calles y urbanización
La urbanización tiene importantes efectos en los procesos de erosión: primero, al desnudar la tierra de la cubierta vegetal, al alterar los patrones de drenaje y al compactar el suelo durante la construcción; y luego cubriendo la tierra en una capa impermeable de asfalto u hormigón que aumenta la cantidad de escorrentía superficial y aumenta la velocidad del viento en la superficie. Gran parte del sedimento transportado en la escorrentía de las áreas urbanas (especialmente las carreteras) está altamente contaminado con combustible, petróleo y otros productos químicos. Este aumento de la escorrentía, además de erosionar y degradar la tierra sobre la que fluye, también causa una gran perturbación en las cuencas hidrográficas circundantes al alterar el volumen y la tasa de agua que fluye a través de ellos y llenarlos con sedimentación químicamente contaminada. El mayor flujo de agua a través de las vías fluviales locales también provoca un gran aumento en la tasa de erosión del banco.

### Cambio climático
Se espera que las temperaturas atmosféricas más cálidas observadas durante las últimas décadas lleven a un ciclo hidrológico más vigoroso, que incluya eventos de precipitación más extremos. El aumento en los niveles del mar que ha ocurrido como resultado del cambio climático también ha aumentado en gran medida las tasas de erosión costera.
Los estudios sobre la erosión del suelo sugieren que el aumento de las cantidades e intensidades de lluvia dará lugar a mayores tasas de erosión del suelo. Por lo tanto, si las cantidades e intensidades de lluvia aumentan en muchas partes del mundo como se espera, la erosión también aumentará, a menos que se tomen medidas de mejora. Se espera que las tasas de erosión del suelo cambien en respuesta a los cambios en el clima por una variedad de razones. El más directo es el cambio en el poder erosivo de la lluvia. Otras razones incluyen: a) cambios en el dosel de la planta causados por cambios en la producción de biomasa de la planta asociados con el régimen de humedad; b) cambios en la cobertura de la hojarasca en el suelo causados por cambios en las tasas de descomposición de los residuos de la planta como resultado de la actividad microbiana del suelo dependiente de la temperatura y la humedad, así como de las tasas de producción de biomasa vegetal; c) cambios en la humedad del suelo debido a los regímenes de precipitación cambiante y las tasas de evapo-transpiración, lo que cambia la infiltración y las proporciones de escorrentía; d) cambios en la erosión del suelo debido a la disminución de las concentraciones de materia orgánica del suelo en los suelos que conducen a una estructura del suelo más susceptible a la erosión y un mayor escurrimiento debido a un mayor sellado y costramiento de la superficie del suelo; e) un desplazamiento de la precipitación invernal de la nieve no erosiva a la lluvia erosiva debido al aumento de las temperaturas invernales; f) derretimiento del permafrost, que induce un estado de suelo erosionable a partir de uno previamente no erosionable; y g) cambios en el uso de la tierra necesarios para acomodar nuevos regímenes climáticos.   
Los estudios de Pruski y Nearing indicaron que, sin considerar otros factores, como el uso de la tierra, es razonable esperar un cambio de aproximadamente 1.7% en la erosión del suelo por cada cambio de 1% en la precipitación total bajo el cambio climático. En estudios recientes, se prevé un aumento de la erosión de la lluvia en un 17% en los Estados Unidos y en un 18% en Europa.

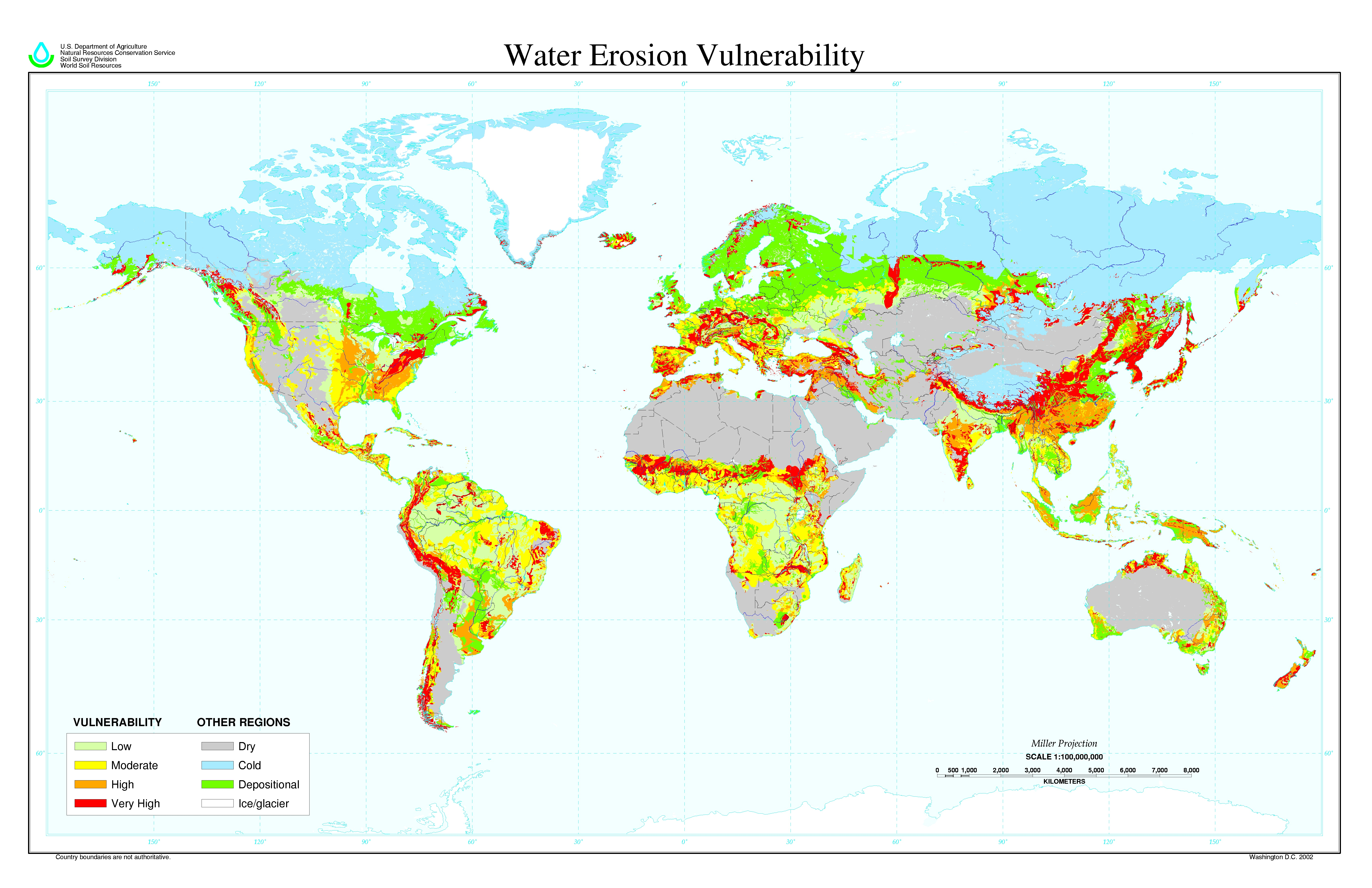
Mapa mundial que indica las áreas que son vulnerables a las altas tasas de erosión hídrica.

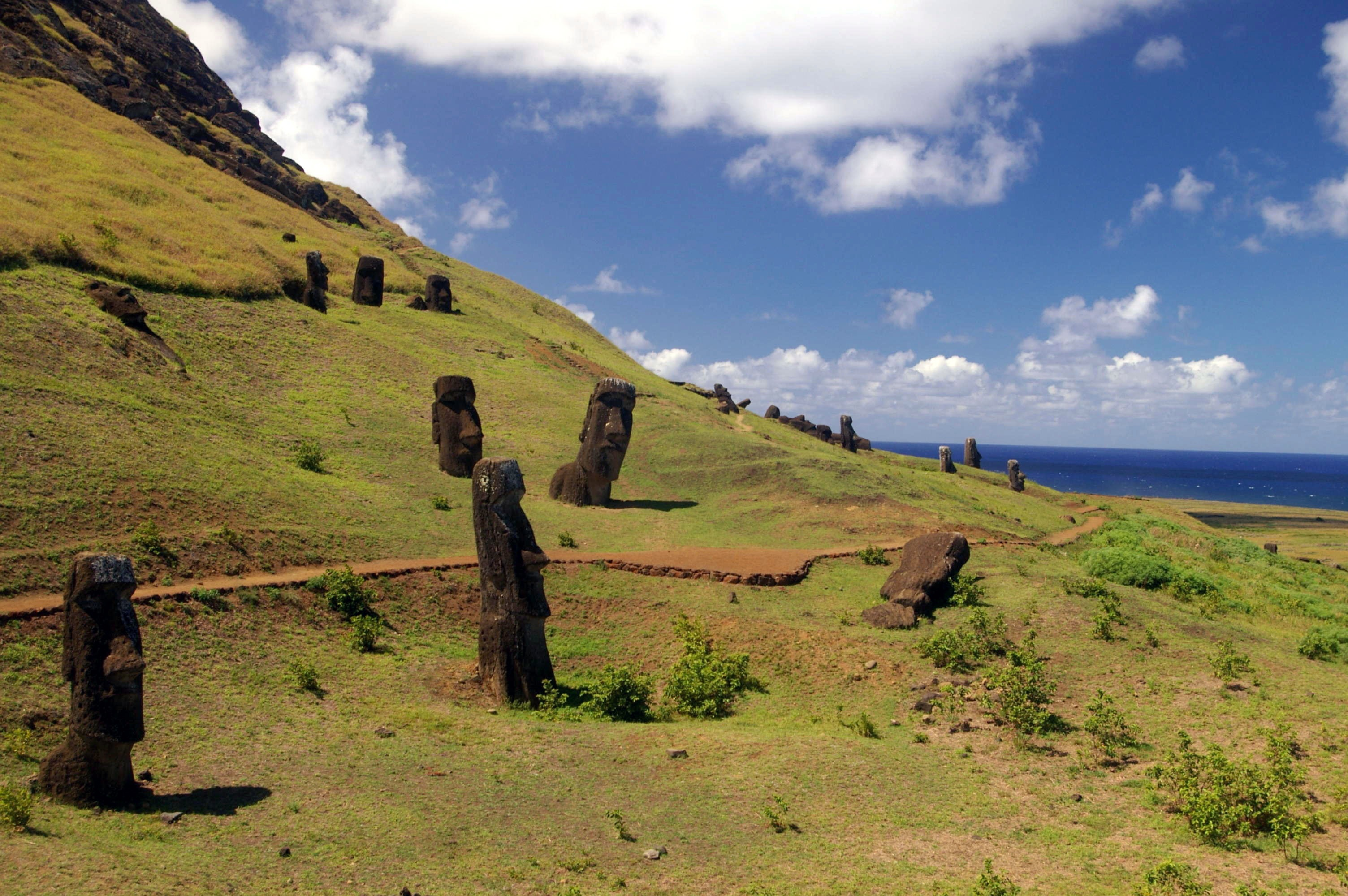
Durante los siglos y, la Isla de Pascua experimentó una severa erosión debido a la deforestación y prácticas agrícolas insostenibles. La pérdida resultante de la capa superior del suelo condujo finalmente al colapso ecológico, causando inanición masiva y la desintegración completa de la civilización de la Isla de Pascua.

Debido a la gravedad de sus efectos ecológicos y la escala en la que se está produciendo, la erosión constituye uno de los problemas ambientales mundiales más importantes que enfrentamos hoy en día.

### Degradación del terreno
El agua y la erosión eólica son ahora las dos causas principales de la degradación de la tierra; combinados, son responsables del 84% de la superficie degradada.
Cada año, alrededor de 75 mil millones de toneladas de suelo se erosionan de la tierra, una tasa que es aproximadamente 13-40 veces más rápida que la tasa de erosión natural. Aproximadamente el 40% de las tierras agrícolas del mundo está seriamente degradado. Según las Naciones Unidas, cada año se pierde un área de suelo fértil del tamaño de Ucrania debido a la sequía, la deforestación y el cambio climático. En África, si las tendencias actuales de degradación del suelo continúan, el continente podría alimentar solo al 25% de su población para 2025, según el Instituto de Recursos Naturales de África de la UNU con sede en Ghana.
Los recientes desarrollos de modelado han cuantificado la erosión de la lluvia a escala global utilizando una resolución temporal alta (<30 min) y grabaciones de lluvia de alta fidelidad. El resultado es un extenso esfuerzo de recopilación de datos globales que produjo la base de datos Global Rainfall Erosivity (GloREDa) que incluye la erosión de la lluvia para 3,625 estaciones y cubre 63 países. Esta primera base de datos de erosión global de lluvia fue utilizada para desarrollar un mapa de erosividad global a 30 segundos de arco (~ 1 km) basado en un sofisticado proceso geoestadístico. De acuerdo con un nuevo estudio publicado en Nature Communications, casi 36 mil millones de toneladas de tierra se pierden cada año debido al agua, y la deforestación y otros cambios en el uso de la tierra empeoran el problema. El estudio investiga la dinámica global de la erosión del suelo mediante modelos de alta resolución espacialmente distribuidos (aproximadamente 250 × 250 m de tamaño de celda). El enfoque geoestadístico permite, por primera vez, la incorporación a un modelo global de erosión del  uso del suelo y los cambios en el uso de la tierra, la extensión, los tipos, la distribución espacial de las tierras de cultivo mundiales y los efectos de los diferentes sistemas regionales de cultivo.
La pérdida de fertilidad del suelo debido a la erosión es aún más problemática porque la respuesta a menudo es aplicar fertilizantes químicos, lo que conduce a una mayor contaminación del agua y del suelo, en lugar de permitir que la tierra se regenere.

### Sedimentación de ecosistemas acuáticos
La erosión del suelo (especialmente de la actividad agrícola) se considera la principal causa mundial de contaminación difusa del agua, debido a los efectos del exceso de sedimentos que desembocan en las vías fluviales del mundo. Los propios sedimentos actúan como contaminantes, además de ser portadores de otros contaminantes, como las moléculas de pesticidas adheridas o los metales pesados.
El efecto del aumento de las cargas de sedimentos en los ecosistemas acuáticos puede ser catastrófico. El lodo puede sofocar los lechos de peces en desove, al rellenar el espacio entre la grava en el lecho del arroyo. También reduce el suministro de alimentos y causa problemas respiratorios importantes a medida que el sedimento ingresa a sus branquias. La biodiversidad de las plantas acuáticas y la vida de las algas se reduce, y los invertebrados también son incapaces de sobrevivir y reproducirse. Si bien el evento de sedimentación en sí podría ser de vida relativamente corta, la perturbación ecológica causada por la masa que muere a menudo persiste en el futuro.
Uno de los problemas de erosión hídrica más graves y de larga duración en todo el mundo se encuentra en la República Popular China, en el curso medio del río Amarillo y la parte alta del río Yangtze. Desde el río Amarillo, más de 1.600 millones de toneladas de sedimentos fluyen hacia el océano cada año. El sedimento se origina principalmente por la erosión hídrica en la región de la meseta de Loess en el noroeste.

### Contaminación por polvo en el aire
Las partículas de suelo recogidas durante la erosión eólica del suelo son una fuente importante de contaminación del aire, en forma de partículas suspendidas en el aire, "polvo". Estas partículas del suelo en el aire a menudo están contaminadas con productos químicos tóxicos, como pesticidas o combustibles derivados del petróleo, lo que plantea riesgos para la salud pública y ecológica cuando aterrizan o se inhalan / ingieren.
El polvo de la erosión actúa para suprimir las precipitaciones y cambia el color del cielo de azul a blanco, lo que conduce a un aumento de los atardeceres rojos. Los eventos de polvo se han relacionado con una disminución en la salud de los arrecifes de coral en todo el Caribe y Florida, principalmente desde la década de 1970. Los penachos de polvo similares se originan en el desierto de Gobi, que combinado con contaminantes, se extiende a gran distancia a sotavento, o hacia el este, hacia América del Norte.

## Monitoreo, medición y modelado de la erosión del suelo

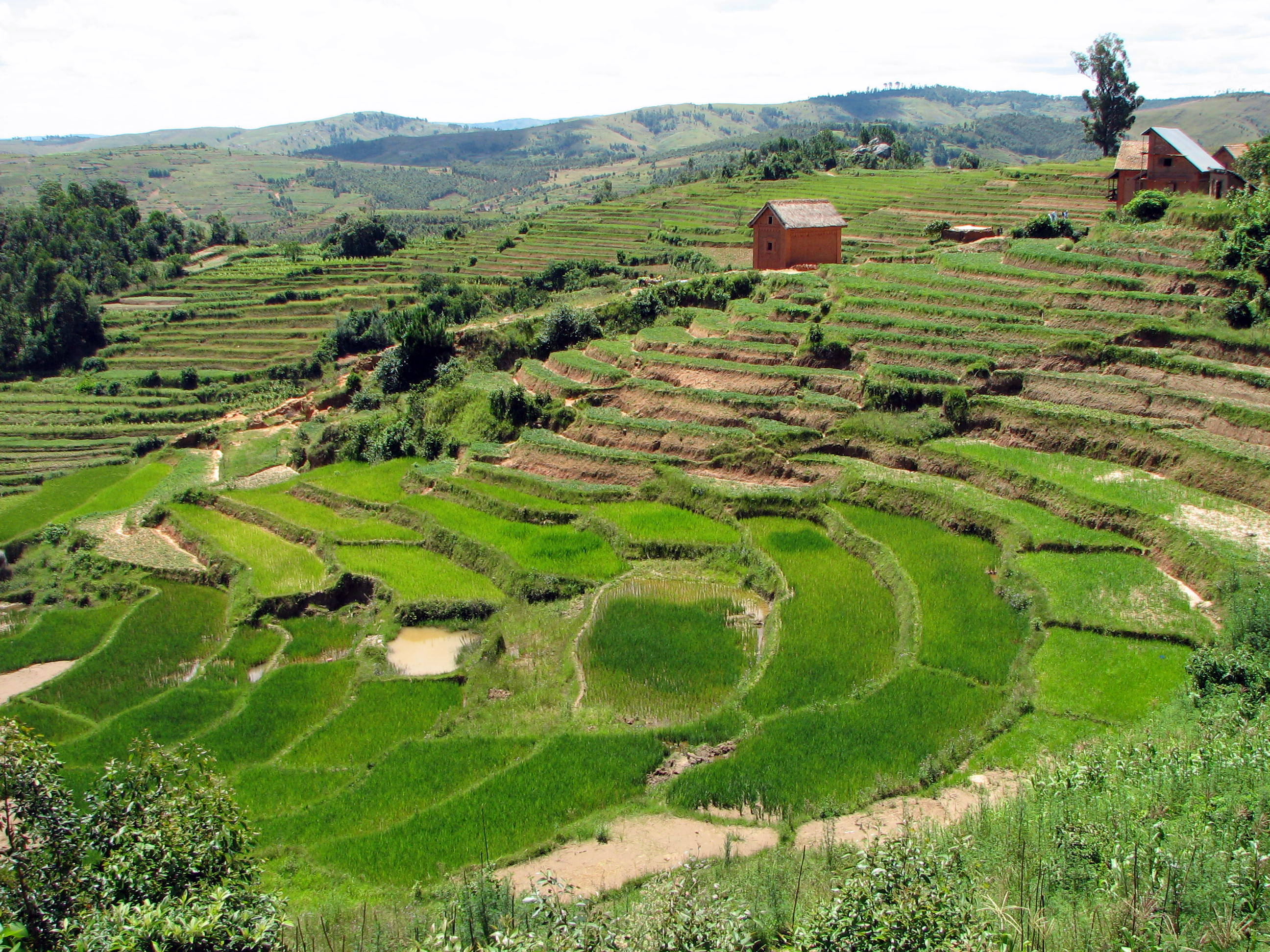
Las terrazas son una técnica antigua que puede disminuir significativamente la tasa de erosión hídrica en las laderas cultivadas.

El monitoreo y el modelado de los procesos de erosión pueden ayudar a las personas a comprender mejor las causas de la erosión del suelo, hacer predicciones de la erosión bajo un rango de condiciones posibles y planificar la implementación de estrategias preventivas y restaurativas para la erosión. Sin embargo, la complejidad de los procesos de erosión y el número de disciplinas científicas que se deben considerar para comprenderlos y modelarlos (por ejemplo, climatología, hidrología, geología, ciencias del suelo, agricultura, química, física, etc.) hacen que el modelado preciso sea un desafío. Los modelos de erosión también son no lineales, lo que hace que sea difícil trabajar numéricamente, y hace que sea difícil o imposible escalar hasta realizar predicciones sobre áreas extensas a partir de datos recolectados mediante el muestreo de parcelas más pequeñas.
El modelo más comúnmente utilizado para predecir la pérdida de suelo por erosión hídrica es la Ecuación Universal de Pérdida de Suelo (USLE). Esto fue desarrollado en las décadas de 1960 y 1970. Calcula la pérdida promedio anual de suelo A en un área de tamaño de parcela como:
A = RKLSCP  
donde R es el factor de erosividad de la precipitación, K es el factor de erosión del suelo, L y S son factores topográficos que representan la longitud y la pendiente, C es el factor de cobertura y gestión y P es el factor de prácticas de soporte.
A pesar del enfoque espacial a escala de parcela del USLE, el modelo se ha utilizado a menudo para estimar la erosión del suelo en áreas mucho más grandes, como cuencas hidrográficas o incluso continentes enteros. Por ejemplo, RUSLE se ha utilizado recientemente para cuantificar la erosión del suelo en toda Europa. Un problema importante es que el USLE no puede simular la erosión del barranco, por lo que la erosión de las cárcavas se ignora en cualquier evaluación de erosión basada en el USLE. Sin embargo, la erosión de los barrancos puede ser una proporción sustancial (10-80%) de la erosión total en tierras cultivadas y apacentadas.
Durante los 50 años desde la introducción del USLE, se han desarrollado muchos otros modelos de erosión del suelo. Pero debido a la complejidad de la erosión del suelo y sus procesos constituyentes, todos los modelos de erosión pueden dar resultados insatisfactorios cuando se validan, es decir, cuando las predicciones del modelo se comparan con mediciones de la erosión en el mundo real. Por lo tanto, se siguen desarrollando nuevos modelos de erosión del suelo. Algunos de estos siguen siendo basados en USLE, por ejemplo el modelo G2. Otros modelos de erosión del suelo tienen en gran medida (por ejemplo, el modelo de proyecto de predicción de erosión hídrica) o totalmente (por ejemplo, el modelo de erosión y erosión de pastizales) el uso de elementos USLE.

## Prevención y remedio

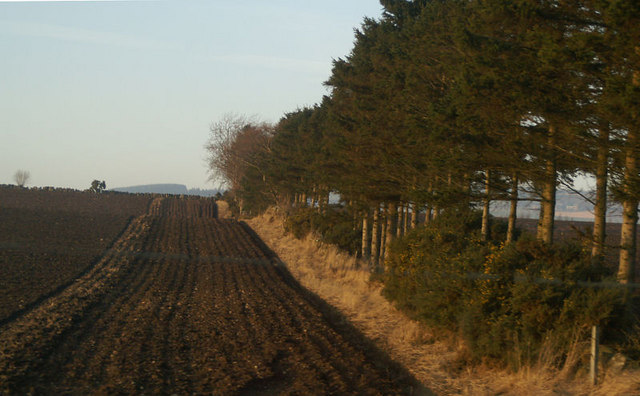
Un cortavientos (la fila de árboles) plantado al lado de un campo agrícola, que actúa como un escudo contra los fuertes vientos. Esto reduce los efectos de la erosión del viento y proporciona muchos otros beneficios.

El método más eficaz conocido para la prevención de la erosión es aumentar la cobertura vegetal en la tierra, lo que ayuda a prevenir la erosión tanto del viento como del agua. Terracing es un medio extremadamente eficaz de control de la erosión, que se ha practicado durante miles de años por personas de todo el mundo. Las cortinas rompevientos (también llamadas bandas protectoras) son hileras de árboles y arbustos que se plantan a lo largo de los bordes de los campos agrícolas, para proteger los campos contra los vientos. Además de reducir significativamente la erosión eólica, los cortavientos brindan muchos otros beneficios como microclimas mejorados para cultivos (que están protegidos de la deshidratación y otros efectos nocivos del viento), hábitat para especies de aves beneficiosas, captura de carbono y mejoras estéticas en el paisaje agrícola . Los métodos tradicionales de plantación, como los cultivos mixtos (en lugar del monocultivo) y la rotación de cultivos, también han demostrado reducir significativamente las tasas de erosión. Los residuos de los cultivos desempeñan un papel en la mitigación de la erosión, ya que reducen el impacto de las gotas de lluvia que rompen las partículas del suelo. Existe un mayor potencial de erosión cuando se producen papas que cuando se cultivan cereales o cultivos de semillas oleaginosas. Los forrajes tienen un sistema de raíces fibrosas, que ayuda a combatir la erosión anclando las plantas a la capa superior del suelo y cubriendo la totalidad del campo, ya que es un cultivo sin hileras. En los sistemas costeros tropicales, las propiedades de los manglares se han examinado como un medio potencial para reducir la erosión del suelo. Se sabe que sus complejas estructuras de raíz ayudan a reducir el daño de las olas debido a tormentas e impactos de inundación mientras se unen y construyen los suelos. Estas raíces pueden ralentizar el flujo de agua, lo que lleva a la deposición de sedimentos y reduce las tasas de erosión. Sin embargo, para mantener el equilibrio de sedimentos, es necesario que exista un ancho adecuado de bosque de manglar.